# Беланж
Беланж (фр. Bellange) насеље је и општина у североисточној Француској у региону Лорена, у департману Мозел која припада префектури Шато Сален.
По подацима из 2011. године у општини је живело 58 становника, а густина насељености је износила 15,14 становника/km². Општина се простире на површини од 3,83 km². Налази се на средњој надморској висини од 230 метара (максималној 327 m, а минималној 217 m).

## Демографија
| 1962. | 1968. | 1975. | 1982. | 1990. | 1999. | 2011. |
| ----- | ----- | ----- | ----- | ----- | ----- | ----- |
| 73    | 66    | 52    | 50    | 35    | 44    | 58    |

График промене броја становника у току последњих година